# DMAX
DMAX é um canal de televisão por cabo e satélite que transmite uma grande variedade de programas culturais especializado em homens. DMAX é operado por Discovery Networks Deutschland em Free-to-air para Alemanha, Itália, Áustria e Suíça. Embora o canal esteja amplamente disponível em todo o resto da Europa.
DMAX está disponível nos satélites 1H, 1L, e 3A da SES Astra e ASTRA Platform Service, a empresa irmã da SES Astra.
DMAX tem como origem o canal alemão XXP que teve as suas emissões de 2001 a 1 de Janeiro de 2006. Discovery Communications comprou a estação mudando-lhe o nome e programação para aventura e descobrimentos, carros e tecnologia, divulgação científica, bricolage e viagens. DMAX não incluí futebol nem programas eróticos. O seu director general é Patrick Hörl.

## Espanha
Em Espanha foi lançado Discovery MAX a 12 de Janeiro de 2012.